# Fensterkreuz (Heraldik)

Beispiel für Fensterkreuz

Als Fensterkreuz wird in der Heraldik eine Wappenfigur bezeichnet, die ein im Wappen schwebendes Quadrat mit je zwei gleich großen quadratischen Durchbrüchen in zwei Reihen dargestellt wird und in einer Farbe tingiert ist. In den Durchbrüchen ist die Wappenfarbe sichtbar. Seltener ist dieses Fensterkreuz auf eine Ecke gestellt, also um 45 Grad gedreht. Der Name dieser Figur erklärt sich aus dem Gleichnis eines geteilten Fensters. In einem quadratischen Rahmen ein durchgehendes Kreuz ohne eine Trennlinie und alles in einer Farbe zum Rahmen. Die Ausfüllung der Durchbrüche mit anderen Wappenfiguren ist unüblich.
Das Radkreuz ist dieser Figur ähnlich, nur hier ist der Rahmen ein Kreisring.